# Леча (Пиза)
Леча је насеље у Италији у округу Пиза, региону Тоскана.
Према процени из 2011. у насељу је живело 23 становника. Насеље се налази на надморској висини од 361 м.